# Banámichi
Bonámichi este un municipiu în statul Sonora, Mexic.
1. ↑  Institutul național de statistică, geografie și informatică